# (10885) Horimasato
(10885) Horimasato – planetoida z pasa głównego asteroid okrążająca Słońce w ciągu 5 lat i 81 dni w średniej odległości 3,01 j.a. Została odkryta 7 listopada 1996 roku w obserwatorium w Kitami przez Kina Endate i Kazurō Watanabe. Przed nadaniem nazwy planetoida nosiła oznaczenie tymczasowe (10885) 1996 VE9.